# Symfonia miejska

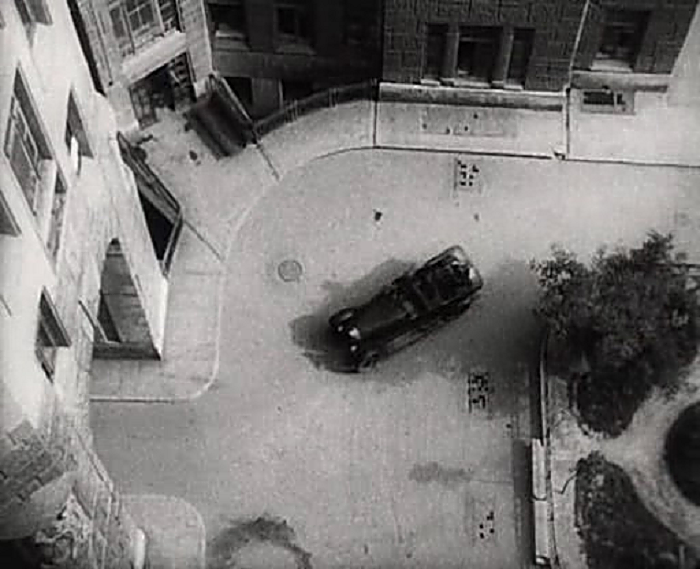
Kadr z filmu Człowiek z kamerą (1929)

Symfonia miejska – gatunek filmowy łączący w sobie cechy filmu dokumentalnego i eksperymentalnego, obrazujący życie w wielkich miastach. 
Nazwa wywodzi się od tytułu niemego filmu Walthera Ruttmanna Berlin, symfonia wielkiego miasta z 1927. Jest to dokumentalny zapis jednego dnia z życia niemieckiej metropolii – od wczesnego poranka do późnego wieczoru. Kronikarski zapis ukazuje mieszkańców Berlina w drodze do pracy, podczas pracy oraz w czasie wolnym. Podzielony na pięć aktów film Ruttmanna ma zmienną dynamikę narracji, opartą na wzorcu muzycznej symfonii, w której poszczególne części mają zróżnicowane tempa.    
Podobnie jak futuryzm, symfonia miejska jest przejawem fascynacji ówczesnym życiem wielkomiejskim i nowoczesną cywilizacją początku XX wieku. Osiągnięcia techniczne, takie jak szybka kolej, sprawna publiczna komunikacja, telefon czy kino budziły powszechny zachwyt społeczeństwa. Znalazło to odbicie w rozmaitych dziedzinach sztuki. Także twórcy filmowi idealizowali zgiełk wielkiego miasta, jego gorączkowy rytm czy postęp gospodarczy przejawiający się np. automatyzacją linii produkcyjnych w nowych zakładach. 
Najbardziej znaczące filmy gatunku powstały na przełomie lat 20. i 30. XX wieku. Filmem, który zapoczątkował powstanie gatunku, był siedmiominutowy obraz Manhatta z 1921 w reżyserii Paula Stranda i Charlesa Sheelera. 
Niektóre filmy gatunku:
- René Clair – Paryż śpi (1924)
- Walther Ruttmann – Berlin, symfonia wielkiego miasta (1927)
- Joris Ivens – Most (1928, Rotterdam), Deszcz (1929, Amsterdam)
- Dziga Wiertow – Człowiek z kamerą (1929, Kijów, Charków, Odessa)
- Jean Vigo – Á propos Nicei (1929)